# ديفيد إبراهمسين
ديفيد إبراهمسين (بالإنجليزية: David Abrahamsen؛ بالنرويجية البوكمول: David Abrahamsen) هو طبيب نفسي أمريكي ونرويجي، ولد في 23 يونيو 1903 في تروندهايم في النرويج، وتوفي في 20 مايو 2002 في هامدن في الولايات المتحدة.